# Paolo Savona
Paolo Savona (Cagliari, 6 ottobre 1936) è un economista e politico italiano; è stato ministro dell'industria, del commercio e dell'artigianato dal 29 aprile 1993 al 19 aprile 1994, ministro per gli affari europei dal 1º giugno 2018 all'8 marzo 2019 e dal 20 marzo 2019 è presidente della Commissione Nazionale per le Società e la Borsa (CONSOB).

## Studi e carriera universitaria
Dopo essersi laureato cum laude in economia e commercio nel 1961, inizia la sua carriera presso il servizio studi della Banca d'Italia, dove raggiunge il grado di direttore. È coautore del primo modello econometrico dell'economia italiana M1BI. Si specializza in economia monetaria ed econometria presso il Massachusetts Institute of Technology (MIT), dove collabora con Franco Modigliani e sotto la sua guida studia con Giorgio La Malfa la curva dei rendimenti dell'economia italiana. Compie ricerche presso la Sezione Studi Speciali del Board of Governors del Sistema della Federal Reserve a Washington, dove studia il funzionamento del mercato monetario in vista dell'emissione in Italia dei Buoni Ordinari del Tesoro.
Nel 1976 vince il concorso a cattedra e lascia la Banca d'Italia per insegnare politica economica prima all'Università di Cagliari e subito dopo all'Università Pro Deo, che contribuì a rifondare come Libera università internazionale degli studi sociali Guido Carli (LUISS). Lo stesso anno Guido Carli diventa presidente di Confindustria e Savona ne diventa direttore generale, carica che manterrà fino al 1980.
Ha fondato e diretto con Michele Fratianni la Open Economies Review e dal 2006 al 2011 è stato Editor scientifico delle riviste Economia Italiana, Journal of European Economic History, Review of Economic Conditions in Italy.
Ha anche insegnato nelle Università di Perugia, di Roma Tor Vergata, alla Scuola Superiore della Pubblica Amministrazione e all'Università degli Studi "Guglielmo Marconi", dove ha fondato nel 2010 il dottorato in Geopolitica.

## Ambiti di ricerca
I temi di ricerca che predilige sono il sistema monetario internazionale, i contratti derivati, i divari di produttività tra Centro-Nord e Mezzogiorno d'Italia.
È autore e coautore di numerosi scritti sui problemi dell'economia reale, monetaria e finanziaria e sui temi metodologici. Tra le sue attività di ricerca hanno particolare rilievo quelle sui tassi dell'interesse e le loro relazioni sulle scelte di investimento, le analisi pionieristiche sulla base monetaria internazionale e l'eurodollaro, e sugli effetti macroeconomici dei contratti derivati, che hanno anticipato il susseguirsi dei drammatici eventi vissuti dall'economia internazionale e da quella italiana negli ultimi quarant'anni.
Fin dalla firma del trattato europeo del 1992 si è dichiarato contrario all'accettazione dei parametri di Maastricht sostenendoli privi di base scientifica e troppo rigidi per un'economia che richiede flessibilità; ha inoltre considerato impreparata l'Italia a entrare nell'euro esprimendo il suo dissenso in un pamphlet intitolato L'Europa dai piedi di argilla. Nonostante ciò, Savona sostiene che il mercato unico sia una cosa positiva per l'economia italiana e che necessiti di una moneta unica: il problema è la mancanza di uno Stato unitario dietro l'emissione della moneta. Savona propone quindi una serie di misure e di riforme atte a rendere l'Europa più unita.
Contemporaneamente però, a fronte di eventi monetari improvvisi e di rottura, prepara anche un piano "B" di emergenza sul come sia possibile uscire dall'euro. La critica più forte di Savona è proprio all'Europa attuale: secondo lui "non esiste, è solo una Germania circondata da pavidi", una Germania che secondo il suo pensiero sta imponendo ancora una volta una volontà di potenza, non più militare, bensì finanziario/economica.
Dalla metà degli anni 1990 ha avvertito sulla insostenibilità dello sviluppo del mercato dei derivati, avvertendo che le banche centrali avrebbero dovuto servire, come poi accaduto, la liquidità necessaria per impedire un collasso del sistema finanziario mondiale.

## Incarichi pubblici

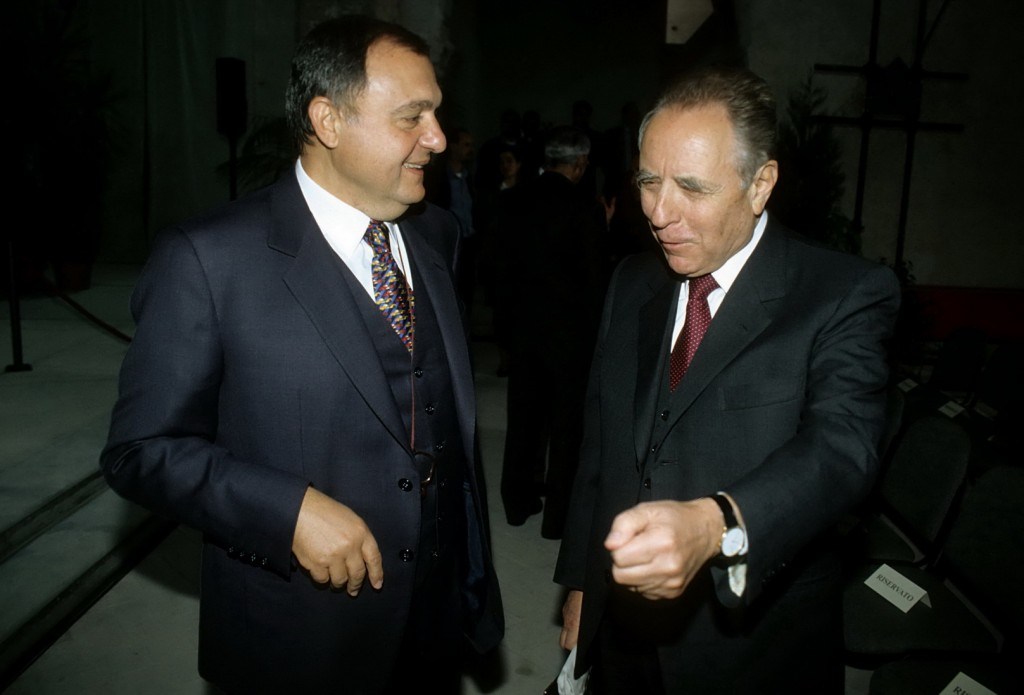
Paolo Savona e Carlo Azeglio Ciampi (1981)

Tecnico di area PRI, successivamente alla sua esperienza in Banca d'Italia e in Confindustria è stato presidente del Credito Industriale Sardo (1980-1989), segretario generale per la Programmazione Economica al Ministero del bilancio (1980-1982), direttore generale e poi amministratore delegato della Banca Nazionale del Lavoro (1989-1990), quindi Presidente del Fondo Interbancario di Tutela dei Depositi (1990-1999), di Impregilo, di Gemina, degli Aeroporti di Roma e del Consorzio Venezia Nuova (2000-2005). Tra il 2000 e il 2005 è stato consigliere di amministrazione di RCS e TIM Italia. Dopo essere stato vice presidente di Capitalia, all'atto della fusione con UniCredit, viene nominato presidente della Banca di Roma. Dal settembre 2010 al febbraio 2014 ha esercitato nuovamente le funzioni di presidente del Fondo interbancario di tutela dei depositi.
Ministro dell'industria, del commercio e dell'artigianato, con delega al riordinamento delle partecipazioni statali nel governo Ciampi (aprile 1993 - aprile 1994), è stato nel biennio 2005-2006, durante il governo Berlusconi III, a capo del Dipartimento per le politiche comunitarie della Presidenza del Consiglio dei ministri e Coordinatore del Comitato Tecnico per la Strategia di Lisbona, che ha redatto il Piano Italiano per la Crescita e l'Occupazione presentato alla Commissione Europea il 15 ottobre 2005.
È stato membro del Comitato OCSE per la standardizzazione delle statistiche finanziarie e del BIS Standing Committee on eurodollars, Presidente del Consiglio Tecnico Scientifico della Programmazione Economica, della Commissione di indagine sul nucleare in Italia e membro delle Commissioni Ortona e Jucci per la riforma dei Servizi di sicurezza, come esperto in materie economiche.
È stato Consigliere Scientifico dell'Associazione Guido Carli dal 1996 fino al suo scioglimento nel 2012, presidente dell'Associazione per l'Enciclopedia della Banca e della Borsa (Assonebb) dal 2006 al 2014 e del Comitato scientifico di Nemetria dal 1989. È presidente onorario della Fondazione Ugo La Malfa e vice presidente vicario dello Aspen Institute Italia. Collabora con Milano Finanza, Formiche, Start Magazine e con il sito euroscettico Scenarieconomici.it.
È azionista di Euklid Ltd, fondo speculativo britannico di tecnofinanza che si occupa di gestire risparmi e investimenti attraverso metodi di trading algoritmico, del cui Consiglio di Amministrazione è stato anche presidente. Di fronte a osservazioni giornalistiche, l'interessato aveva smentito l'esistenza di un conflitto di interessi con il suo incarico governativo e aveva fatto sapere di non ricoprire la carica dal mese di maggio 2018.

### Ministro per gli affari europei

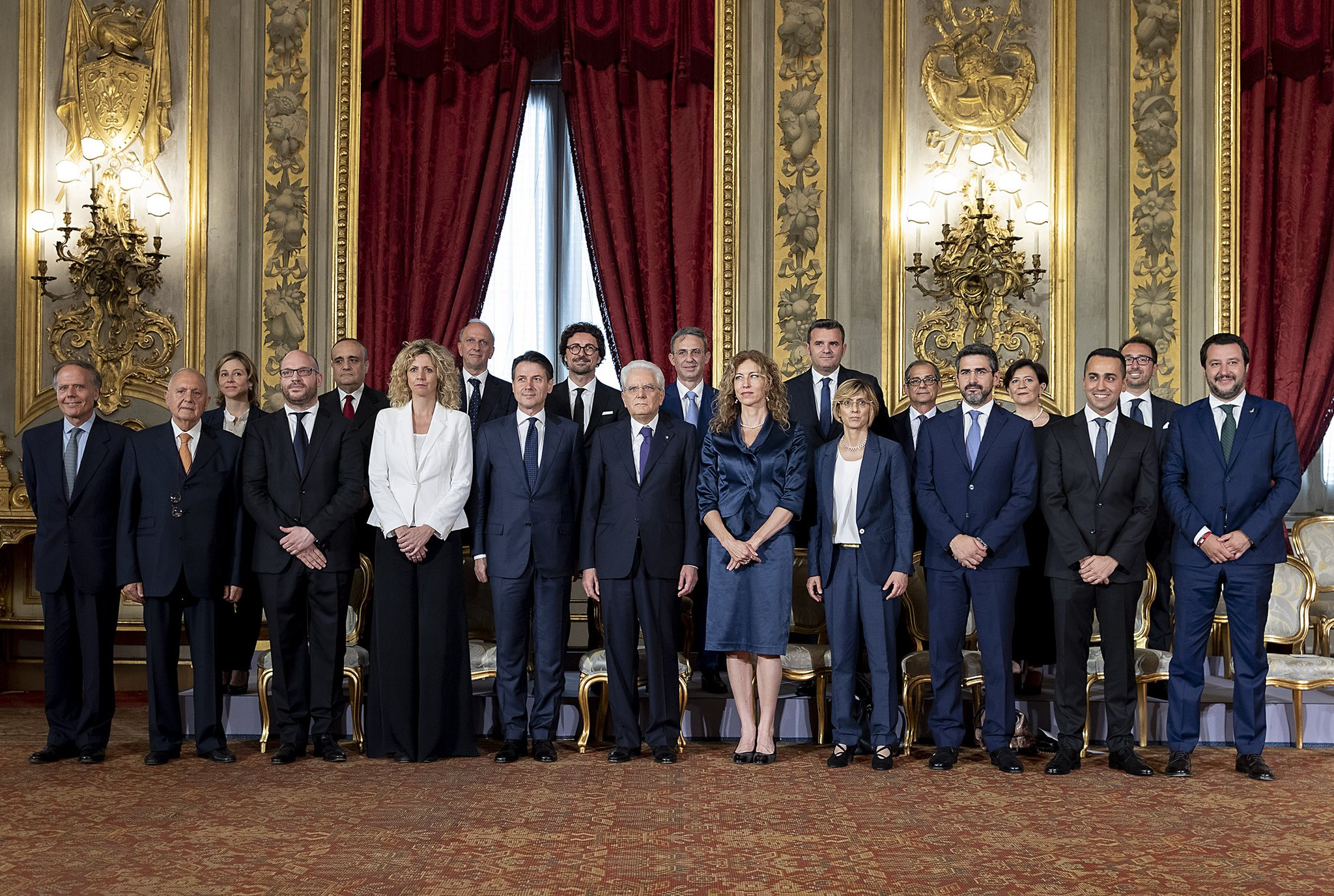
Il governo Conte I il 1º giugno 2018, giorno dell'insediamento: Savona è il secondo da sinistra

Il 27 maggio 2018 viene proposto dal Presidente del Consiglio incaricato Giuseppe Conte, sostenuto da Movimento 5 Stelle e Lega, come ministro dell'economia: tuttavia, a seguito di perplessità avanzate dal Presidente della Repubblica Sergio Mattarella sulla sua figura, Conte rimette il mandato nelle mani del Presidente. A seguito della rinuncia di Conte, il Presidente Mattarella dichiara che Savona sarebbe stato visto come "sostenitore di una linea, più volte manifestata, che potrebbe provocare, probabilmente, o, addirittura, inevitabilmente, la fuoriuscita dell'Italia dall'euro. Cosa ben diversa da un atteggiamento vigoroso, nell'ambito dell'Unione europea, per cambiarla in meglio dal punto di vista italiano". Tale scelta, infatti, riguardante un tema "che non è stato in primo piano durante la recente campagna elettorale", per Mattarella avrebbe "configurato rischi concreti per la tutela dei risparmi degli italiani".
In seguito alla riconvocazione di Giuseppe Conte e alla rinuncia al mandato da parte di Carlo Cottarelli, il 31 maggio è stato proposto come ministro per gli affari europei, incarico ottenuto il giorno successivo in seguito al giuramento del governo Conte I. Ottenendo il dicastero all'età di 81 anni e 7 mesi, è il più anziano ministro della storia della Repubblica Italiana.
La procura della Repubblica di Campobasso lo indaga il 20 luglio 2018 per presunta usura bancaria ai tempi in cui era ai vertici di Unicredit. L'inchiesta viene poi archiviata il successivo 3 agosto perché il fatto non sussiste.
Da ministro, Savona ha promosso, in seno al governo Conte, la convocazione della prima "cabina di regia" sugli investimenti da parte delle grandi imprese partecipate dallo Stato italiano, convocata a Palazzo Chigi l'11 ottobre 2018. Inoltre, Savona ha presentato in sede comunitaria un progetto di riforma delle istituzioni comunitarie, intitolato Una politeia per un'Europa diversa, più forte e più equa, che si ripromette di condurre a una riscrittura dei Trattati in maniera più consona agli obiettivi di una crescita inclusiva e di una riduzione delle disuguaglianze tra i Paesi membri dell'Unione Europea, oggigiorno secondo Savona eccessivamente squilibrata proprio per la rigidità delle sue regole che, a parere del Ministro, metterebbero potenzialmente a rischio la sopravvivenza stessa dell'Unione. Secondo Savona, un ruolo cruciale nel contesto comunitario dovrebbe essere giocato da una Banca centrale europea in grado di fungere da prestatore di ultima istanza per i debiti sovrani dei Paesi dell'Eurozona. Ha avvertito più volte circa la potenziale debolezza dell'Italia di fronte a un cosiddetto "cigno nero", ovvero uno scenario di crisi dovuto a uno shock esogeno, da molti analisti in seguito individuato nella pandemia scoppiata nel 2020 in seguito al dilagare del COVID-19 in Italia e in Europa, che ha prodotto numerose problematiche di ordine sociale ed economico.

### CONSOB
Il 5 febbraio 2019 Savona è indicato dal Consiglio dei Ministri come nuovo presidente della CONSOB, presentando le dimissioni da ministro l'8 marzo e assumendo ufficialmente l'incarico il successivo 20 marzo.
La Consob, sotto la sua presidenza, durante l'inizio della pandemia di COVID-19 del 2020 in Italia, da metà febbraio al 12 marzo 2020, decide di non sospendere la contrattazione dei titoli, né di impedire le vendite allo scoperto, al fine di contenere il tracollo della borsa italiana, non ravvisando le manovre di natura speculativa; in corso tali vendite allo scoperto che prevedevano una caduta delle quotazioni eccedendo il peggioramento dei fondamentali dell'economia verranno ravvisate e impedite per tre mesi solo a partire dal 13 marzo 2020 quando il valore delle azioni quotate alla borsa italiana era sceso del 50%. Le vendite allo scoperto sono state bloccate dopo che il Copasir aveva avvertito del rischio di scalate di gruppi industriali e finanziari stranieri ai campioni nazionali e alle imprese strategiche quotate.
In riferimento alla pandemia, in un editoriale pubblicato su Il Sole 24 ORE Savona ha definito la rapida diffusione globale del coronavirus "la naturale espressione della globalizzazione degli scambi delle merci e dei servizi, ai quali si accompagnano i movimenti delle persone, principali veicoli dell’infezione" e indicato nella necessità di una maggiore cooperazione globale in termini sanitari ed economici la miglior strategia di contenimento della crisi e nella dinamica competitiva delle relazioni internazionali.
Nel contesto del dibattito sulla mobilitazione dell'elevato risparmio privato come fonte di finanziamento strategica contro la crisi, avviato dalla proposta di Giulio Tremonti e Giovanni Bazoli di un "prestito nazionale", Savona ha proposto un piano di emissioni fondato su obbligazioni pubbliche irredimibili, senza scadenza, perpetue e a rendimento ben definito nel suo intervento di presentazione della relazione annuale della Consob del 16 giugno 2020.

## Premi e riconoscimenti
Nel corso della sua carriera gli sono stati riconosciuti i seguenti premi:
- Premio dell'Associazione per il Progresso Economico  1976[1]
- Premio Capalbio per l'economia 1988[1]
- Premio IDI per la piccola e media impresa 1999[1]
- Premio Nazionale Letterario Pisa per la saggistica con il libro Che cos'è l'economia 1999[52]
- Premio speciale del settore Economia nell'ambito dei Premi della Cultura della Presidenza del Consiglio dei Ministri 2000[1]
- Premio per l'economia internazionale della Camera di Commercio di Genova 2008[1]
- Premio Scanno 2009 economia[53]
- VII Premio Donato Menichella per gli studi socio-economici 2009[1]
- Premio Fata Morgana per l'economia e finanza 2010[54]
- Premio Elefantino d'Argento della Città di Cagliari 2011[1]
- Premio Candeliere d'oro della città di Sassari 2011[1]
- Premio Sabaudia 2012[55]
- Premio Canova 2012[7]
- Premio Socrate 2018[7]

## Pubblicazioni
- La liquidità internazionale: proposta per la ridefinizione del problema, Il Mulino, Bologna 1972 (con M. Fratianni)
- La Sovranità Monetaria, Buffetti Ed., Roma, 1974
- L'Italia al bivio: ristagno o sviluppo, (insieme con Giorgio La Malfa e Enzo Grilli), Laterza Ed., Roma 1985
- Eurodollars and International Banking, McMillan, Londra 1986 (curatela, con G. Sutija)
- Strategic Planning in International Banking, McMillan, Londra 1986 (curatela, con G. Sutija)
- Strutture finanziarie e sviluppo economico, Guerini Ass., Milano 1989
- World Trade: Monetary Order and Latina America, Mc Millan, Londra 1990 (con G. Sutija)
- Il Terzo Capitalismo e la Società Aperta, Longanesi & C., Milano 1993
- Geoeconomia - Il dominio dello spazio economico, Franco Angeli, Milano 1995 (con Carlo Jean)
- L'Europa dai piedi d'argilla - Basi empiriche, fondamenti logici e conseguenze economiche dei parametri di Maastricht (in collaborazione con Carlo Viviani), Libri Scheiwiller, Milano 1995
- Gli enigmi dell'economia. Come orientarsi nella scienza che condiziona la nostra vita, Mondadori Ed., Milano, 1996
- La disoccupazione e il terzo capitalismo: lavoro, finanza, tecnologia nell'era del mercato globale, intervista con Gianni Pasquarelli, Sperling & Kupfer Editori, Milano 1997
- Inflazione, disoccupazione e crisi monetarie: come nascono, come si perpetuano e come si stroncano, Sperling & Kupfer Editori, Milano 1998
- Che cos'è l'economia, Sperling & Kupfer Editori, Milano 1999
- Alla ricerca della sovranità monetaria: breve storia della finanza straniera in Italia, Libri Scheiwiller - Collana Bianca Intesa, Milano 1999 e in edizione ridotta, Milano 2000
- Sovranità & ricchezza - Come riempire il vuoto politico della globalizzazione, Sperling & Kupfer Editori, 2001, 1ª e 2ª edizione (con Carlo Pelanda)
- Politica economica e new economy (con CD-ROM allegato di esercizi pratici), McGraw-Hill Italia, Milano 2002
- Geopolitica economica. Globalizzazione, sviluppo e cooperazione, Sperling & Kupfer Editori, Milano 2004
- Sovranità & fiducia - Principi per una nuova architettura politica globale, Sperling & Kupfer Editori, Milano 2005 (con Carlo Pelanda)
- L'Esprit d'Europe. Come recuperarlo riformando le istituzioni, Rubbettino Editore, Soveria Mannelli 2007
- Il governo dell'economia globale. Dalle politiche nazionali alla geopolitica: un manuale per il G8, Collana Formiche, Marsilio, Venezia 2009
- Il ritorno dello Stato padrone. I Fondi sovrani e il grande negoziato globale, Rubbettino Editore, Soveria Mannelli 2009 (con Patrizio Regola)
- Sviluppo, rischio e conti con l'esterno delle regioni italiane. Lo schema di analisi della “pentola bucata”, Laterza, Roma-Bari 2010 (con Riccardo De Bonis e Zeno Rotondi, Prefazione di Roberto Nicastro)
- On the Macroeconomic Effects of Derivatives. Ten Lectures (with an Italian Version), Luiss University Press, Roma 2010
- Intelligence economica - Il ciclo dell'informazione nell'era della globalizzazione, Quaderni della Fondazione ICSA, Rubbettino Editore, Soveria Mannelli 2011 (con Carlo Jean)
- Le radici storiche e i fondamenti logici delle considerazioni finali del Governatore Carli (nell'opera dal titolo Considerazioni finali della Banca d'Italia di Guido Carli), Volume 3, Treves Editore, Roma 2011
- Postfazioni alla ristampa dei volumi di Paolo Baffi "Studi sulla moneta" e "Nuovi studi sulla moneta", Rubbettino Editore, Soveria Mannelli 2011
- Eresie, esorcismi e scelte giuste per uscire dalla crisi - Il caso Italia, Rubbettino Editore, Soveria Mannelli 2012.
- La regionalizzazione del modello di sviluppo basato sulle esportazioni, Rubbettino Editore, Soveria Mannelli 2012 (con Zeno Rotondi)
- Economia, EGEA, Milano 2013
- Una campana per l'Italia. Enrico Scaretti. A Bell for Italy, Treves Editore, Roma 2013
- Il banchiere del mondo. Eugene Black e l'ascesa della cultura dello sviluppo in Italia, Rubbettino Editore, Soveria Mannelli 2014 (con Giovanni Farese)
- Dalla fine del laissez-faire alla fine della liberal-democrazia. L'attrazione fatale per la giustizia sociale e la molla di una nuova rivoluzione globale, Rubbettino Editore, Soveria Mannelli, 2016
- Rapporto sulla tutela del risparmio finanziario in Italia. Ricerca condotta con Pietro Alessandrini, Gabriele Barbaresco, Michele Fratianni, Cesifin on line, serie Colloquia, 2017
- La Rivoluzione democratica di Heine e la Costituzione per la pace perpetua di Kant, Rubbettino Editore, Soveria Mannelli, 2017
- Come un incubo e come un sogno: memorialia e moralia di mezzo secolo, Rubbettino Editore, Soveria Mannelli, 2018